# Nad Al Sheba Racecourse
Nad Al Sheba Racecourse var en hästkapplöpningsbana i Dubai i Förenade Arabemiraten. Banan öppnades 1986 och stängdes 2009. Banan arrangerade löp mellan november och mars, och var värd för Dubai International Racing Carnival och Dubai World Cup Night.
De sista löpen på banan hölls den 31 maj 2007 då den skulle byggas om. Då banan stängdes permanent flyttades alla banans löp till Meydan Racecourse 2010.
Den brittiske sångaren Robbie Williams anordnade en konsert på banan under hans turné 2006.

## Baninfo
Banan hade en 2 200 meter dirttrackbana, samt en lika lång gräsbana. Alla löp reds moturs.